# Nižné Terianske pleso
Nižné Terianske pleso je ledovcové jezero ve skupině Terianskych ples. Nachází se ve výrazné karové kotlině v údolí 

Nefcerka, jež je boční větví Kôprové doliny ve Vysokých Tatrách na Slovensku. Má rozlohu 5,5580 ha a je 360 m dlouhé a 235 m široké. Dosahuje maximální hloubky 47,3 m. Jeho objem činí 871 668 m³. Leží v nadmořské výšce 1940 m.

## Okolí
Na severu se nad plesem zvedají stěny Nefcerské veže, Terianské veže a Prostredné Valove veže. Na východě se zvedá další práh údolí Nefcerky. Na jihu se zvedá hřeben od Krátké zakončený Krátkou Strážnicí. Na západ údolí klesá do Kôprové doliny.

## Vodní režim
Z Vyšného Terianskeho plesa přitéká Nefcerský potok a odtéká na západ, kde se na něm nacházejí tři vodopády (Vyšný a Nižný Nefcerský vodopád, Kmeťov vodopád) nad soutokem s Kôprovským potokem. Rozměry jezera v průběhu času zachycuje tabulka:
| Rok     | Měření prováděl   | Rozloha ha | Délka m | Šířka m | Hloubka max.m | Objem m³ |
| ------- | ----------------- | ---------- | ------- | ------- | ------------- | -------- |
| 1933    | Józef Szaflarski  | 4,912      | 365     | 219     | 43,2          | [ 2 ]    |
| 1961–67 | pracovníci TANAPu | 5,470      | 360     | 235     | 47,2          | [ 2 ]    |
| 2005    | Gregor, Pacl      | 5,5580     | [ 2 ]   | [ 2 ]   | 47,3          | 871 668  |

## Přístup
Celé údolí přísnou rezervací TANAPu a přístup veřejnosti do ní je zakázaný.